# Čilá
Čilá là một làng thuộc huyện Rokycany, vùng Plzeňský, Cộng hòa Séc.